# Pierre Drion

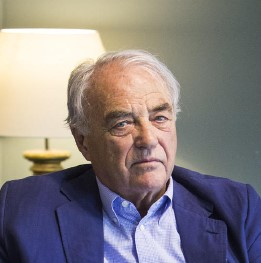
Pierre Drion

Pierre René Ghislain Drion (Etterbeek, 10 januari 1942) is een Belgisch voormalig bankier en bestuurder.

## Levensloop
Pierre Drion studeerde handels- en financiële wetenschappen aan de Université libre de Bruxelles en handelsingenieur aan de Solvay Business School.
Hij ging in 1968 aan de slag bij het beurshuis Petercam, waar hij later vennoot en gedelegeerd bestuurder werd. In december 2008 ging hij met pensioen. Hij was tevens vicevoorzitter van de Belgische Vereniging van Banken (2007-2008).
Drion was voorzitter van brouwerij Unibra (1994-2002) en lid van de raden van bestuur van chocoladeproducent Neuhaus (1997-2004), energiebedrijf Electrabel (2001-2010), bank-verzekeraar AXA België (2002-2011), het Fonds Baillet Latour (2008-2018) en de Luxemburgse investeringsmaatschappij Luxempart (2008-2022). In 2004 volgde hij Pierre Godfroid als voorzitter van mineraalwaterfabrikant Spadel op. In juni 2010 volgde Johnny Thijs hem op. Hij werd ook investeerder, onder meer in biotechbedrijven. Hij was ook bestuurder van de spin-off ChromaCure en het investeringsfonds Fund+ van Désiré Collen (2015-2020).
Hij was ook lid van de internationale adviesraad van de Solvay Brussels School of Economics and Management (2010-2018) en is voorzitter van de Fondation ULB (sinds 2009).

## Privé
Drions eerste vrouw, Françoise De Vos, overleed in 2008. In 2018 hertrouwde hij met Isabelle Schuiling, professor aan de Louvain School of Management.
Hij is de vader van investeerder Laurent Drion.